# L'Alt Maestrat
L'Alt Maestrat este o arie protejată (sit de importanță comunitară — SCI) din Spania întinsă pe o suprafață de 43.612,7 ha, integral pe uscat.

## Localizare
Centrul sitului L'Alt Maestrat este situat la coordonatele 40°25′19″N 0°09′54″W / 40.4219°N 0.165°V.

## Înființare
Situl L'Alt Maestrat a fost declarat sit de importanță comunitară în decembrie 1997 pentru a proteja 1 specie de plante și 22 de specii de animale.

## Biodiversitate
Situată în ecoregiunea mediteraneană, aria protejată conține 15 habitate naturale: Galerii și tufărișuri riverane sudice (Nerio-Tamaricetea și Securinegion tinctoriae), Pajiști alpine și subalpine calcaroase, Lande oro-mediteraneene cu formațiuni endemice de grozamă, Păduri endemice cu Juniperus spp., Tufărișuri termo-mediteraneene și de pre-deșert, Păduri pe pante, grohotișuri și ravene de Tilio-Acerion, Păduri de Quercus ilex și Quercus rotundifolia, Matorral arborescenți cu Juniperus spp., Galerii de Salix alba și de Populus alba, Grohotișuri termofile și vest-mediteraneene, Păduri iberice de Quercus faginea și Quercus canariensis, Râuri mediteraneene cu debit permanent și vegetație de Glaucium flavum, Păduri mediteraneene de Taxus baccata, Pante stâncoase calcaroase cu vegetație casmofită, Păduri de pin (sub-) mediteraneene cu pini negri endemici.
La baza desemnării sitului se află mai multe specii protejate:
- plante (1): Apium repens
- păsări (15): fâsă-de-câmp (Anthus campestris), acvilă de munte (Aquila chrysaetos), buha (Bubo bubo), ciocârlie-cu-degete-scurte (Calandrella brachydactyla), caprimulg (Caprimulgus europaeus), șerpar (Circaetus gallicus), presură de grădină (Emberiza hortulana), șoim călător (Falco peregrinus), Galerida theklae, vulturul pleșuv sur (Gyps fulvus), acvilă pitică (Hieraaetus pennatus), ciocârlie de pădure (Lullula arborea), Oenanthe leucura, Pyrrhocorax pyrrhocorax, silvie de tufiș (Sylvia undata)
- mamifere (5): liliac cârn (Barbastella barbastellus), liliac cu aripi lungi (Miniopterus schreibersii), liliac cu urechi de șoarece (Myotis blythii), liliac comun (Myotis myotis), liliacul mediteranean cu potcoavă (Rhinolophus euryale)
- nevertebrate (1): Vertigo angustior
- pești (1): Chondrostoma toxostoma

Pe lângă speciile protejate, pe teritoriul sitului au mai fost identificate 2 specii de mamifere.